# Runmarö
Runmarö i Djurö socken och Värmdö kommun är med runt 1 500 hektar en av de större öarna i Stockholms skärgård, belägen söder om Kanholmsfjärden, mellan i öster Sandön och i väster Stavsnäs på Värmdöns östligaste del. Ön är 14 km², cirka 3 × 5 kilometer stor och med en högsta höjd över havet på cirka 35 meter. Antalet bofasta på ön är 2019 245 personer. På sommaren kan där dock finnas inemot 3000–4000 sommargäster. På ön finns bland annat krog, bio, kaféer, bageri, affär, båtvarv, tennis- och fotbollsplaner. Runmarö är känd för sin kalkhaltiga berggrund och den rika floran med bland annat många orkidéer.
Reguljära båtlinjer från Stavsnäs går till Runmarös bryggor i Styrsvik, Gatan och Långvik.

## Historia

### Ortnamnet
Runmarö kallades på 1200-talet "Rudmi", på 1500- och 1600-talen "Rödman", "Rudman", "Rumban" eller "Rumman" och nämns först på 1700-talet i sin nuvarande namnform. Namnet kan ha med rodd att göra eftersom segelbåtar ofta behövde ros genom strömmen i fjärden förbi den stora ön.  
Enligt ortnamnsarkivet kommer dock namnet av några rödaktiga berghällar som finns på Runmarö och i dess närhet. Det fornsvenska ursprunget är då ord som rudhme, rødhme, 'rodnad; rost'.
"Rumlarön" är det smeknamn August Strindberg skämtsamt använder i ett brev 1906 till vännen Gustaf Jansson i Långvik.

### Kalk- och mineralutvinning
De äldsta texterna om Runmarö är från 1288 när Magnus Ladulås donerar Orminge, Runmarö, Skarp-Runmarö, Munkö och omkringliggande öar till Sankta Klara kloster på Norrmalm och till gråbrödraklostret (franciskanerorden) på Riddarholmen. På Runmarö finns urkalksten, som började brytas och brännas till kalk på 1200-talet. Produkten var i första hand murkalk i pulverform. Förutom till klosterbyggnationerna har kalk från Runmarö använts bland annat i de äldsta delarna av Riddarholmskyrkan. Efter reformationen tog kronan över kalkhanteringen. År 1691 skrev lantmätardirektören Carl Gripenhielm: 
| ” | Stockholms Slått (det vill säga Tre kronor) skall mästadels wara upmurat med den Kalck, som är bränd wijd Rumbo (det vill säga Runmarö) Kalckbruuk. | „ |

De två största kalkbruken låg i Uppeby och mellan Lerkila och Nore. Det var det senare bruket som levererade byggnadsmaterialet till Tre Kronor. Nära stranden finns lämningar av flera stora, sandtagsliknande ugnar och även, längre upp, några husgrunder. Kalkstenen togs från ännu synliga brott i närheten, och bröts antingen loss för hand eller genom tillmakningsmetoden (varvid berget omväxlande värms upp genom eldning och hastigt kyls ned med vatten). Väldiga mängder ved förbrukades, och alla öarna i trakten var kalhuggna under hundratals år enligt vad reseskildrare berättar. Det arbetsfolk som gick åt till kalkindustrin togs ut i form av arbetsplikt för befolkningen på Nämdö och Ornö. De som inte kunde vara med i kriget var tvungna att arbeta på Runmarö. Dessutom sattes naturligtvis dömda brottslingar och krigsfångar i straffarbete. På 1600-talet konkurrerades Runmarökalken successivt ut av kalk från Öland och Gotland, som blivit svenskt 1648, och 1730 lades kalkbruken ner.
Under 1900-talet har annat bergsbruk provats med växlande framgång. En fabrik för tillverkning av zinkvitt uppfördes 1909 strax norr om Söderby, men verksamheten upphörde redan 1919 på grund av bristande lönsamhet. Fabriken revs 1967 efter att i många år ha tjänat som riktmärke för sjöfarten. Flera gruvhål på Runmarös ostsida minner om denna period.

### Lotsar
Under 1500-talet var lotsverksamheten omfattande på Runmarö. Under 1600-talet minskade antalet lotsar för att helt försvinna när segelfartygen ersattes av motordrivna fartyg. Då behövde man inte längre invänta tjänlig vind vid ön, och lotsverksamheten på Runmarö upphörde. 

### Rysshärjningar
Rysshärjningarna 1719 drabbade också Runmarö. Vid ett försök att inta Stockholm 1719 brände en rysk galärflotta ned flera städer och en mängd enskilda hus längs ostkusten. En eskader med ett hundratal fartyg och tusentals man övernattade ett par nätter i sluttningen mot fjärden strax söder om Gatan. I sluttningen, förr kallad ”Ryssflykten”, cirka 40 meter från strandkanten finns lämningar av ryssugnar, ett antal eldstäder för värme och matlagning.
Ett av få hus som klarade sig var Båtsmanstorpet nr 95 i Södersunda, där numera är inrymt ett litet privat museum med tusentals gamla föremål och handlingar från Runmarö. Torpet hade byggts på 1600-talet på sin nuvarande plats, som på den tiden låg vid havsviken. Enligt en av drottning Kristina utfärdad förordning var bönderna i varje by skyldiga att bidra till att hålla en soldat. För byarna vid kusten skulle soldaten vara marinsoldat, så kallad båtsman.

### Skola och kyrka
I byn Uppeby ligger Runmarö skola (årskurs 1–9) och förskola. Antalet barn på förskolan har sjunkit under 2000-talet och i dag går det drygt 40 elever i skolan. Minskningen av elever beror delvis på konkurrensen från den betydligt större Djurö skola.
Runmarö har haft skola mycket länge. Redan 1846 öppnades i Södersunda en skärgårdsskola för lotsbarn, där inledningsvis organisten i Djurö undervisade. Läraren som efterträdde honom hette Carl Wilhelm Allard. När han slutade 1884 byggdes en ny skola i Uppeby (den nuvarande hembygdsgården). Den första lärarinnan i skolan var Selma Söderström. Elevernas antal ökade snabbt och redan efter två år behövdes det en till lärare. Han hette Karl Gustav Hellqvist. Hellqvist fick slita hårt för den nya skolan eftersom budgeten var mycket liten. Men lärare Hellqvist gjorde ett bra jobb under de 40 år han arbetade på skolan. År 1953 uppfördes den nuvarande skolbyggnaden i Uppeby. Tjugo år senare måste skolan stängas på grund av elevbrist, men efter kraftfulla insatser av bland annat Runmarö Intresseförening öppnades den åter 1980. År 1983 utökades skolväsendet med högstadium. 
På Runmarö finns ingen kyrkobyggnad, endast ett litet kapell som invigdes sommaren 1973. Runmarö kapell med omgivande kyrkogård kom till stånd sedan advokaten Gösta Grönberg, bosatt på Söderby Kullskär, hade skänkt mark och en stor penningsumma, 10 000 kr. Runmarö Kapellstiftelse bildades 1947 för dess förvaltning. Kyrkogården med klockstapel invigdes sommaren 1958. Kapellet, ritat av Gösta Uddén, är byggt i furu och har i stället för altartavla en fönstervägg ut mot naturen. Klockstapelns klocka bär följande inskription:
| ” | Jag ringer in för evigt friden när dagen Din till slut är liden. | „ |

## Geografi

### Läge
Runmarö ligger väster om Brandfjärden och tillhör Runmaröarkipelagen, som omfattar något hundratal öar inom ett 7 × 10 km stort havsområde. Ögruppen sträcker sig från Runmarö i norr till Aspön i söder. All mark är privatägd frånsett några smärre områden som Värmdö kommun äger. Den del av Stockholms skärgård där ön ligger är en knutpunkt mellan viktiga farleder och har ofta fått tjäna som flottbas eller som bas vid fientliga angrepp mot Sverige. Läget har också gjort ön lämpad som bas för lotsning.

### Hus och vägar
Bebyggelsen på Runmarö är koncentrerad till byar, varav flera med genuin skärgårdsbebyggelse. De äldsta byarna tillkom dels med anledning av kalkindustrin, dels av de lotsar som ön genom tiderna är känd för. Ett nät av vägar och stigar finns på ön, där grusvägarna förgrenar sig stjärnformigt från öns centrala delar. Ett flertal stigar gör det möjligt att vandra eller cykla längs öns hela kust.
Det äldsta huset på ön är båtsmanstorpet och ligger i Södersunda.

### Insjöar
På ön finns nio insjöar, som på ön kallas träsk. Dessa är: Viträsket, Uppebyträsket, Noreträsket, Kasviken, Styrsvikträsket, Nästräsket, Hemträsket, Svartträsket och Silverträsket.
Silverträsket är en liten skogssjö omgiven av näringsfattiga gungflyn. August Strindberg, som tillbringade somrarna 1889, 1890 och 1891 på Runmarö, brukade fiska gädda i Silverträsk. Troligen är det dock inte denna tjärn som han avsåg i sin novell Silfverträsket, utan Nästräsket.
I likhet med övriga insjöar var Viträsket under medeltiden en havsvik men snördes sedermera av från havet genom landhöjningen. Skattehemmanet ”Hwijte Träsk” låg fram till 1600-talet på ängen mellan vägen och Viträsket. Bebyggelsen flyttades, troligen i samband med att byn förstörts av ryssarna 1719 och utgör nu byn Vånö. Emellertid finns byggnadsrester samt vinbärs- och krusbärsbuskar och andra odlingsväxter kvar i sluttningen.

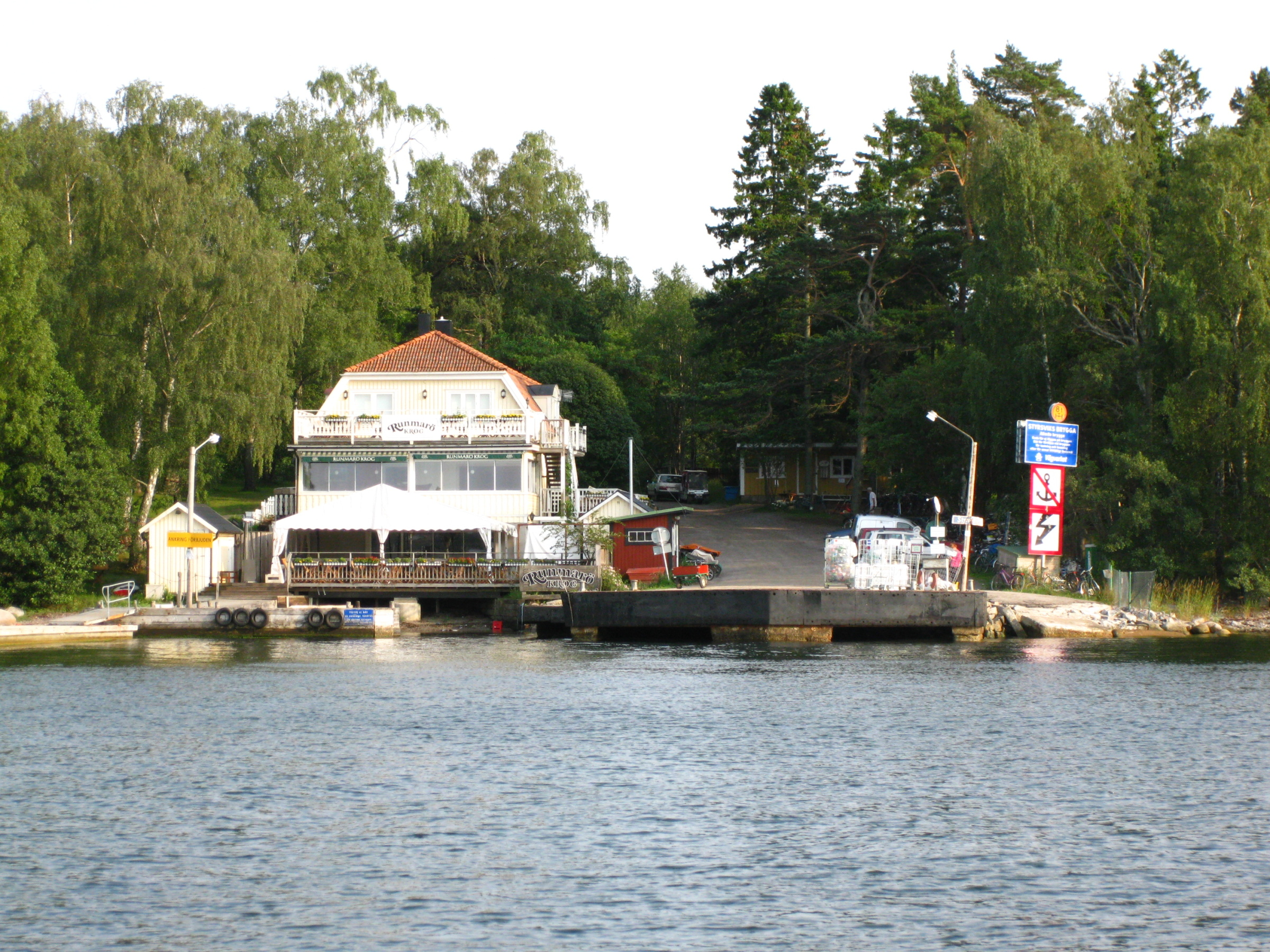
Styrsviks brygga och Runmarö krog.

### Styrsvik
Styrsvik är huvudbrygga för person- och godstrafik till Runmarö och där ligger livsmedelsaffär (tillika apoteks- och systembolagsombud), cykeluthyrning, nedlagd restaurangrörelse samt återvinningscentral. Styrsvik anlöps av turer både på linjen Stavsnäs–Sandhamn och Stavsnäs–Nämdö–Mörtö–Tyresö–Saltsjöbaden. 
Lotsutkiken i Styrsvik är en ensam stuga på en kal bergklack söder om ångbåtsbryggan. Den har milsvid utsikt över fjärden och var under en period fram till 1912 Berghamnslotsarnas utkik.

### Långvik, Stenbro och Lerkila
Långviks by ligger vid den stora nordliga viken på Runmarö och är inbäddad i en relativt frodigare vegetation. Byn har på grund av landhöjningen behövt flyttas från en plats ca en kilometer längre in i dalen. Stenbro by ligger avskild från vägar och bebyggelse. Strindberg bodde här 1890 och beskrev i sina brev byn som "betagande".
I Lerkila ytterligare något österut låg Båtsmanstorpet nr 94, rotenamn Lerman, som tillhörde Roslags Södra Båtsmanskompani och var stamrote. Torpet bestod 1883 av ett rum med spis och bakugn, golv av plank, mellantak av bräder, dörr med lås och två fönster; kammare med mindre spis, golv av plank, mellantak av bräder samt ett fönster; förstuga med golv av plank, dubbeldörrar; och utanför en mindre trappa. Till torpet hörde också ett fähus med lada, där en ko och några får rymdes. Torpet är nu rivet och enligt uppgift användes virket till ett husbygge i Solberga.

### Uppeby, Nore, Gatan och Kila

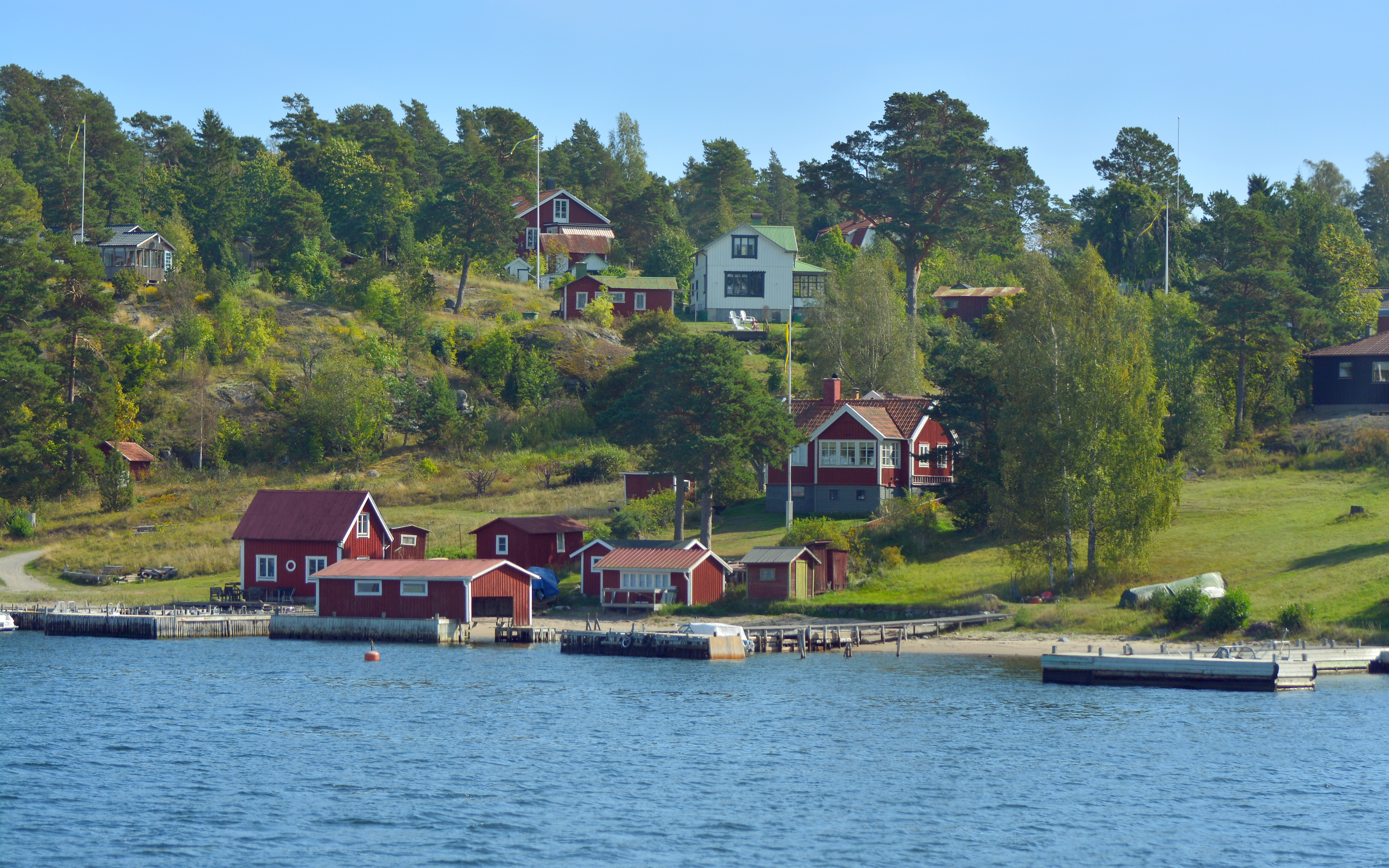
Byn Gatan på norra Runmarö har gett namn åt Gatfjärden, den nordligaste delen av Nämdöfjärden mellan Runmarö och Stavsnäs.

Uppeby ligger ungefär mitt på ön, där flera vägar löper samman. Där ligger skola, daghem, läkarmottagning, bibliotek, kapell, kyrko- och hembygdsgård. Byn ligger naturskönt vid Uppebyträsket, längs vars strand finns rester av den bebyggelse som på 1600-talet måste flyttas till byarna Nore, Gatan och Kila, vilka alla ligger inom Uppebys gränser. Arealmässigt är byn öns största och tillhörde den statliga kalkfogden.
I det gamla huset med brutet tak i Nore bodde August Strindberg sommaren 1889, medan hustrun Siri von Essen och barnen bodde i det gula huset mittemot. Strindberg påbörjade denna sommar romanen I havsbandet.

### Vånö by
Vånö by låg på den västra sidan av Viträsket, som då var en havsvik men flyttades på grund av landhöjningen som avsnöpte byns kontakt med havet till nuvarande sydsluttning ner mot Vånöviken. Vånöviken är numera en lagun med tillträde genom en smal kanal som skyddas av det utanförliggande Vånöskäret. Bebyggelsen är av sommaridyllkaraktär och byn bebos till större delen av visstidsboende. Bland de kända personer som bebott Vånö kan nämnas fabrikören och bergsmannen Bylin, professor Erik Jorpes (Heparin), Erik och Maja Hahr samt Birgit och Anders Ortelius.

### Vånö-Skäret
Skäret, numera landfast med Runmarö på grund av landhöjningen, skyddar Vånöviken och Vånö by från sydliga vindar. På 1930-talet kunde man ro i det dike som skilde Skäret från Runmarö. På Vånö-Skäret uppfördes i början av 1800-talet ett fiskartorp i form av en halv ”parstuga”, med entré genom förmak, med kammare och kakelugn till vänster och rakt fram ett pyttekök med järnspis. ”Hönsstege” ledde upp till loftet och en sovkammare. Utöver denna byggnad fanns bakom huset ett timrat ”stall” som smög sig utmed bergskanten och nere vid sjön en jordkällare.

### Söderby
"Gammal-Söderby" låg vid det medeltida Viträskets södra ände, där lämningar finns. Vid enskiftet 1815 flyttades Söderby till sin nuvarande plats. Telegrafberget i Solberga, strax söder om Söderby, har sitt namn av optiska telegrafer (semafortelegrafer) som fanns där bland annat under finska kriget mot Ryssland 1809–1811 och mer permanent från 1836. Den senare ingick i signallinjen Korsö-Ingarö-Stockholm och var avsedd för att vidarebefordra varningar för fientliga fartyg som siktats från Korsö. På 1700-talet fanns en vårdkase på samma plats och man kan se brännskador på berget från denna. De optiska telegraflinjerna blev omoderna då Kongl. Elektriska Telegrafverket startade det elektriska telegrafnätet. 1869 lades den optiska telegrafstationen i Söderby ned. Av telegrafmasten finns i dag inga spår, men berget är i sig värt att bestiga för utsiktens skull. En delvis skyltad skogsstig uppför berget tar av åt höger från den sydligaste grenen av Söderbys vägnät, omkring 100 meter före vattnet.

### Södersunda och Norrsunda
Öns äldsta byar är sannolikt Södersunda och Norrsunda, som ligger skyddade vid sundet mellan Runmarö och Storön. Dessa byar, som inte behövt flyttas på grund av landhöjningen, har varit boplatser för generationer av lotsar. Här finns ett bevarat båtsmanstorp, och har även hållit trädgård åt Fransiscanerordens munkar. I Södersunda vid Jerkersudden finns en allmän badstrand och intill ligger fotbollsplanen Södersundavallen, där den årliga fotbollsturneringen Runmarö Cup spelas.

## Fauna och flora
Kalkförekomsten i öns berggrund ger förutsättningar för en mycket rik flora, särskilt av olika orkidéer. Av landets drygt 40 orkidéer är mer än hälften funna på Runmarö, bland annat guckusko, Adam och Eva och svärdsyssla. Ingen annan plats i landet kan på ett så begränsat område uppvisa så många arter, Öland och Gotland inräknade. Ön är även i övrigt en av skärgårdens blomsterrikaste. Här finns nio insjöar, blomstrande hagmarker, örtrika tallskogar och kalkhällmarker. Vid Silverträsk finns inte mindre än sex olika exotiska köttätande växtarter, alla med sin speciella fångstteknik. En av de köttätande växterna är flugtrumpet. En av öns rariteter är Apollofjärilen.

## Sevärdheter
I Uppeby finns en hembygdsgård med en aktiv hembygdsförening. Denna hembygdsgård används även som kafé och biograf på somrarna. Varje år arrangeras Runmarödagen av hembygdsföreningen med loppmarknad, kafé och försäljning av lokalt hantverk. Den brukar äga rum i slutet av juli eller början av augusti. 2017 framfördes sjätte upplagan av Runmaröspelet, ett musikaliskt lustspel med öns egen historia som tema, denna gång om franciskanermunkarna (gråbröderna) och deras kalkbruk som startade på Runmarö redan 1288.
Runmarö ingår i vandringsleden Stockholm Archipelago Trail, som löper mellan Arholma och Landsort.

### Fotnoter
1. 1 2 3 4 5 6 7 8 9 10 11  Bengtsson, G, Röjgård-Sjöberg, J och Wibom, S, Välkommen till Runmarö, Runmarö hembygdsförening, 1992
2. 1 2  Bengtsson, G, "Kalkbruk" på Runmarö, 1992
3. ↑  Svenskt ortnamnslexikon (2003), s. 260
4. ↑  Runmarö Tidning, nr 2/1999
5. ↑  Marin arkeologi: Runmaröprojektet, Jim Hansson (2005).
6. 1 2 3 4  Runmarö - en pärla i skärgården!, 1990
7. ↑  Länsstyrelsen (läst 2008-10-13)
8. ↑  ”Utinaturen.nu - Runmarö”. www.utinaturen.nu. Arkiverad från originalet den 21 augusti 2016. https://web.archive.org/web/20160821043855/http://www.utinaturen.nu/naturomraden/kommuner/varmdo/37-naturomraden/varmdo/191-runmaro. Läst 6 juli 2016.
9. ↑  Lars Epstein (20 juli 2017). ”Magnus Ladulås i korta jeans och sandaler på Runmarö”. Dagens Nyheter. https://www.dn.se/blogg/epstein/2017/07/20/magnus-ladulas-i-korta-jeans-och-sandaler-pa-runmaro/. Läst 22 september 2018.